# Hollywood Undead
A Hollywood Undead egy amerikai nu metal együttes Los Angelesből. Első albumuk, a Swan Songs 2008. szeptember 2-án jelent meg, első kislemezük a Desperate Measures. Az együttes tagjai jégkorongkapus maszkjához hasonló álarcokat viselnek és álneveket használnak.
Sajátos stílusuk van, általában alternatív rock, hiphop és dance elemekből állnak dalaik. Sokan azonosítják őket a rap rockkal, vagy a hip hoppal. A számok fele fél-alapú stílusban, míg a másik fele metál megközelítésű. Második albumuk, a 2011. április 5-én kiadott American Tragedy folytatja ezt a stílust, de nagyobb szintetizátorok és némi hozzáadott techno elemekkel. Azonban a legtöbb ezen az albumon is a rap rock és nu metal.
Második albumuk felvételeikor Deuce kikerült a csapatból, helyére egy régi barát, Daniel Murillo (Danny) lépett. Az együttes tagjai egy interjúban azt mondták hogy Deuce távozása elsősorban a zenei eltéréseknek volt köszönhető, de ez az eset még mindig nem tisztázódott.
A zenekar több mint 20 millió lemezt adott el az USA-ban, és több mint 30 milliót világszerte.
Hollywood Undead 3. albuma melynek címe Notes from the Underground, 2013. január 8-án jelent meg.
A negyedik album 2015. március 31-én jelent meg, melynek címe Day of the Dead.
Az ötödik albumuk 2017-ben jelent meg Five címmel, 2020. február 14-én pedig a hatodik albumukat adták ki, New Empire vol.1 néven. 
Hetedik albumuk, a New Empire vol. 2 , mely az előző albumuk "folytatása", 2020 decemberében jelent meg.

## Eredeti felállás
- Jorel Decker (J-Dog)
- Aron Erlichman (Deuce) tha producer
- George Ragan (Johnny 3 Tears) the server
- Jordon Terrell (Charlie P. Scene)
- Dylan Alvarez (Funny Man)
- Matthew Alexis Busek (Da Kurlzz)
- Jeff Phillips (Shady Jeff)

## Jelenlegi tagok
- Funny Man - ének, rap (2005 óta)
- Johnny 3 Tears - ének, rap (2005 óta)
- Charlie Scene - ének, rap, gitár (2005 óta)
- Danny (Daniel Murillo) - ének, gitár (2010 óta)
- J-Dog - ének, rap, ritmusgitár, billentyűs hangszerek, szintetizátorok, programozás (2005 óta), basszusgitár (2011 óta)

## Korábbi tagok
- Deuce: Ének (2005-2010)
- Shady Jeff: Management, Rap(két számban), Háttér Vokálok.(2005-2006)
- Da Kurlzz: Dob, Háttér Vokálok (2005-2017)
- The Phantasm (2005-2005)

## Korábbi turnétagok
- Biscuitz - dob (2008-2010)
- Daren Pfeifer - dob (2010-2014)
- Tyler Mahurin - dob (csak koncerteken) (2014-2017)

## Diszkográfia
Stúdióalbumok
- 2008:
- Swan Songs
- 2011:
- American Tragedy
- 2013:
- Notes From the Underground
- 2015:
- Day Of The Dead
- 2017:
- Five
- 2020:
- New Empire Vol. 1
- New Empire Vol. 2

Koncertalbumok
- 2009: Desperate Measures

EP-k
- 2009:
- Swan Songs B-Sides EP
- 2010:
- Swan Songs Rarities EP
- The Black Dahlia Remixes
- 2018:
- Psalms EP